# Имхотеп
Имхотеп (староегипатски: ỉỉ-m-ḥtp *jā-im-ḥātap, "онај који долази у миру") је био египатски бележник, везир фараона Џосера и главни архитекта фараонове пирамиде, прве египатске пирамиде иако је била степенаста пирамида и врховни свештеник бога Ра у Хелиополису. Живео је око 2650. п. н. е. у време Старог царства (2635—2155. п. н. е.) Његово име је пронађено на постољу скулптуре фараона Џосера из III династије, пронађене 1926. у Сакари. Ипак упркос томе што је био главни архитекта прве египатске пирамиде и што је глорификован и након смртни деификован, историчари на знају много о његовом животу.
Данас се сматра да је Имхотеп био полихистор: песник, судија, инжењер, чаробњак, бележник, астроном, астролог, и лекар. Овакво мишљење влада зато што су се хиљадама година након његове смрти причале легенде о њему и томе шта је све постигао, али не постоје поуздани историјски извори да ово потврде. Ниједан текст написан током његовог живота, а који наводи његове улоге у Египатском друштву није пронађен нити се његово име спомиње више од 1200 година након његове смрти. Једино 3 натписа која су настала у времену када је он живео су пронађена и наводе га као фараоновог саветника, а први текстови који га спомињу се јављају тек током владавине Аменхотепа III (око 1391 - 1353 пре нове ере; Ново царство). Први записани текстови који помињу Имхотепове способности лечења су написани током тридесете династије (380—343. п. н. е.), када је прошло више од 2200 година од његове смрти.
Имхотеп је био један од само двојице обичних људи који су били деификовани у старом Египту - други је био Аменхотеп, син Хапуа. Центар његовог култа је био у Мемфису. Место где је Имхотеп саградио своју гробницу у којој је сахрањен није познато упркос бројним покушајима да се нађе. Сматра се да се налази у Сакари, али то није потврђено.

## Историјска потврда
То да је Имхотеп стварна историјска личност потврђују два написа која су настала током његовог живота: један натпис на бази Џосерове статуе и графити на зиду Секемкетове степенасте пирамиде. Натпис у Секмектовој пирамиди такође указује на то да је Имхотеп живео дуже од Џосера, јер је помагао и његовом наследнику у подизању пирамиде иако је рад на њој обустављен због кратког периода владавине фараона.

### Архитектура
Имхотеп је био један од главних званичника фараона Џосера. Египтолози сматрају да је он дизајнирао Џосерову пирамиду, степенасту пирамиду у Сакари подигнуту између 2630. и 2611. године пре нове ере. Могуће је да је он одговоран и за прву употребу камених стубова који држе грађевину. Ипак, ово му се тек касније приписало и током живота није добио заслуге за то да је дизајнирао прву степенасту пирамиду.
Џосерова степенаста пирамида је свакако прва египатска пирамида и први споменик саграђен од клесаног камена. Иако је у почетку била грађена као мастаба (арапска реч која значи клупа) какве су до тада биле краљевске и племићке гробнице, њена величанственост показује велику моћ и престиж египатске монархије. Имхотеп ју је изградио тако што је направио шест трапезастих мастаба сложених једну на другу, чиме је добио облик степенасте пирамиде унутар пирамидског комплекса који је окружен високим зидом. Неки верују да је архитект то учинио да би се гробница видела преко зида који је окружује. Пирамида је средишње обележје погребног комплекса који личи на палату и првобитно је била обложена белим кречњаком.

## Мит о Имхотепу
Два хиљаде година након његове смрти Имхотепов статус је толико порастао да се сматрао богом медицине и лечења. На крају је био поистовећен са Тотом, богом архитектуре, математике, медицине и заштитником писара.
Био је обожаван у Теби као "брат" Аменхотепа, сина Хапуа, још једног деификованог архитекте, у храмовима који су били посвећени богу Тоту. Имхотепа су древни Грци доводили у везу са Асклепијем.
По легенди, Имхотепова мајка је била смртница која се звала Кхереду-анк, иако се и она касније обожавала као полу-богиња. Постоје и друге приче. Зато што се Имхотеп сматрао "Сином бога Птаха" по неким верзијама је Секмет била његова мајка.
Стела глади која је настала током Птолемејског периода (305. - 30. п. н. е.) описује о глади која је трајала седам година током владавине фараона Џосера и коју је Имхотеп окончао. Други, демотски папирус из 2. века нове ере садржи најдужу причу о Имхотепу. У причи се спомињу фараон Џосер и Имхотеп, али и његов отац Птах, његова мајка Кхередуанк и његова млађа сестра Ренпетнеферет.

## Медицина
Египтолог Џејмс Питер Ален наводи да су га "Грци изједначавали са њиховим богом медицине, Асклепијем, иако иронично нема доказа да је Имхотеп био лекар." Скулптуре из Птолемејског периода га приказују као мудрог писара који седи са смотаним папирусом на длановима.

## Претпоставке о вези са библијским пророком Јосифом
Поједини археолози и историографи поистовећују Имхотепа са библијским пророком Јосифом. Наиме, велики број чињеница везаних за животе једнога и другога се поклапају. Обојица нису краљевског порекла али су били изузетно блиски фараону. Обоје су цењени као велики мудраци, лекари, архитекте, градитељи. Обојица су живели 110 година. Градња првих пирамидалних грађевина се везује за обојицу, а није био редак случај у тим временима да Јевреји припаднике свога народа низаивају јеврејским именом иако он званично носи египатско име. То је био случај код готово свих странаца који су радили у фараоновој администрацији.

## Имхотеп у фикцији
- Имхотеп се 1932. године појављује као лик у класичном холивудском хорор-филму „Мумија“[30], где га је тумачио Борис Карлоф, као и филмској преради из 1999. године, и њеном наставку „Повратак мумије“ из 2002. где га је тумачио Арнолд Вослу.[31]
- Имхотеп се јавља у видео игри из 1985 која се бави изградњом пирамида.[32]
- Имхотеп се појављује и као лик у ТВ-серији „Старгате СГ-1“.
- Године 2010. у Марвел комикс серији , Имхотеп је био човек који је формирао прву верзију титуларне обавештајне организације.[33]